# Полідор Вейрман
Полідор Вейрман (23 лютого 1881 — 1951) — бельгійський академічний веслувальник.
Срібний призер Олімпійських Ігор 1908 (вісімки), 1912 (одиночки) років.
Чемпіон Європи 1901 (вісімки), 1907 (вісімки), 1908 (вісімки), 1912 (одиночки) років, срібний призер 1908 (розпашні четвірки зі стерновим), 1909 (розпашні четвірки зі стерновим), 1911 (одиночки) років.